# Urbanice, Pardubice
Urbanice là một làng thuộc huyện Pardubice, vùng Pardubický, Cộng hòa Séc.